# Shavarsh Karapetyan
Shavarsh Vladímirovich Karapetyan (en armenio: Շավարշ Վլադիմիրի Կարապետյան; Kirovakan, Armenia; 19 de mayo de 1953) es un exnadador con aletas de la Unión Soviética, poseedor de once récords mundiales, campeón del mundo diecisiete veces, campeón de Europa de trece veces y siete veces campeón de la URSS. Además, salvó treinta vidas en un autobús que cayó en una presa en Ereván.

## Rescate del autobús
Karapetyan, Maestro de Honor de Deportes de la URSS, diez veces récord mundial de natación con aletas es más conocido en la antigua URSS por un día determinado de su vida, el 16 de septiembre de 1976. Ese día entrenaba con su hermano Kamo, también nadador con aletas. Karapetyan acababa de terminar su habitual distancia de 20 kilómetros (12 millas) corriendo alrededor del Lago Ereván, cuando oyó el sonido del choque y vio el hundimiento del trolebús, que había perdido el control (a su conductor le dio un infarto) y caído desde el dique de la presa.
El trolebús cayó a las aguas del embalse, a unos veinticinco metros de la orilla y se hundió a una profundidad de diez metros. Karapetyan nadó hasta allá y a pesar de las condiciones de visibilidad casi nula debido al aumento de sedimentos del fondo, rompió la ventana trasera con las piernas. El trolebús estaba lleno (92 pasajeros) y Karapetyan sabía que tenía poco tiempo, empleó entre 30 y 35 segundos por cada persona que salvó.
Karapetyan logró rescatar a veinte personas (salvó unas treinta, pero solo veinte de ellas sobrevivieron), pero esto terminó su carrera deportiva: el efecto combinado del agua fría (hipotermia) y las múltiples heridas que recibió (por los cortes producidos por los cristales), lo dejó inconsciente durante 45 días. La septicemia grave posterior, debido a la presencia de aguas negras en el agua del lago, y las complicaciones pulmonares (neumonía bilateral) le impidieron continuar su carrera deportiva.
El logro de Karapetyan no fue reconocido inmediatamente. Todas las fotos del accidente y su heroicidad se mantuvieron en la oficina del fiscal de distrito y sólo se publicaron dos años después. Fue galardonado con la Medalla por el Rescate de Personas Ahogadas, y la Orden de la Insignia de Honor. Su nombre se convirtió en un nombre familiar en la URSS el 12 de octubre de 1982, cuando Komsomólskaya Pravda publicó un artículo sobre su hazaña, titulado «La batalla submarina del Campeón». Esta publicación reveló que él era el salvador, tras lo cual recibió cerca de 60.000 cartas.
El 19 de febrero de 1985, Shavarsh pasaba cerca de un centro comercial en llamas, en el que había varias personas atrapadas en el interior. Se precipitó y comenzó a rescatar gente sin pensarlo dos veces. Una vez más, fue herido de gravedad (quemaduras) y pasó mucho tiempo en el hospital.
Más tarde se trasladó a Moscú y fundó una empresa de calzado llamado «Segundo Aliento».

## Honores

### Reconocimiento
Karapetyan más tarde fue galardonado con un «Fair Play» premio de la UNESCO por su heroísmo.

### Eponimia
Un asteroide del cinturón principal, (3027) Shavarsh, descubierta por Nikolái Chernyj, fue nombrado en su honor (aprobado por el MPC en septiembre de 1986).